# 福岡海星女子学院高等学校
福岡海星女子学院高等学校（ふくおかかいせいじょしがくいんこうとうがっこう）は、福岡県福岡市南区老司五丁目に位置するキリスト教系（カトリック系）の私立女子高等学校である。

## 沿革

### 年表
- 1964年（昭和39年）4月1日 - 学校法人海星女子学院により開校、新年度より学校教育開始。
- 1984年（昭和59年）4月1日 - 設置者が学校法人海星女子学院から分離し、学校法人福岡海星女子学院となる。
- 2002年（平成14年）4月1日 - 留学コースを新設。
- 2008年（平成20年）3月31日 - 福岡海星女子学院中学校廃止[1]。
- 2008年（平成20年）4月1日 - 特別進学コースを新設。
- 2013年（平成25年）4月1日 - こども教育進学コースを新設、留学コースを国際教養コースへ改称。

## 教育組織
- 普通科
  - 進学コース
  - 国際教養コース
  - 特別進学コース
  - こども教育進学コース

## 学院標語
- 愛をもって真理にむかう

## 教育理念
- 1.カトリック精神を基盤とする人間教育
- 2.豊かな個性を育む少人数教育
- 3.国際性を培う国際教育・英語教育

## 通学手段など
- 最寄りバス停留所：西鉄バス福岡海星女子学院前バス停
- スクールバスあり